# Siebel

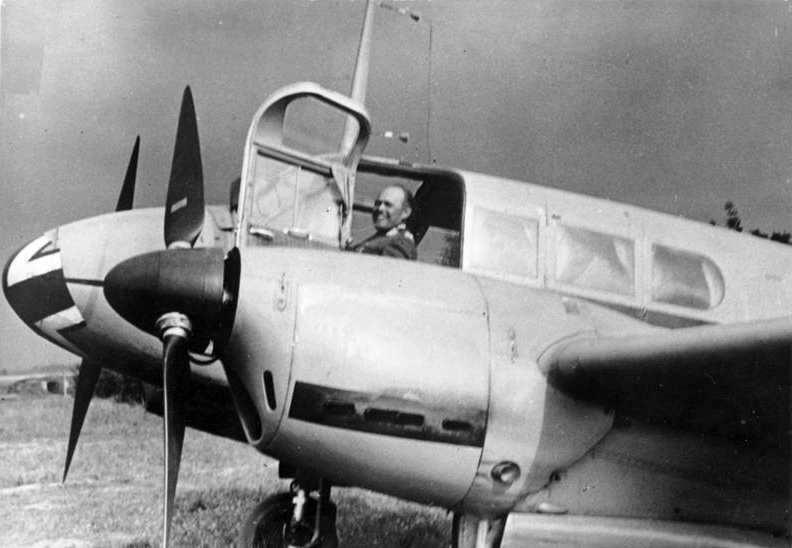
Albert Kesselring ve svém letounu Siebel Fh 104

Siebel byl německý letecký výrobce založený v roce 1937 v Halle an der Saale.
Vznikala zde hlavně dopravní letadla vlastní konstrukce, ale také se zde vyráběly různé typy v licenci jako např. cvičné letouny Heinkel He 46, Focke-Wulf Fw 44 „Stieglitz“, dále bombardéry a průzkumné letouny jako Dornier Do 17M/P nebo Junkers Ju 88. Nejznámější byly vlastní typy Fh/Si 204 a Si 202, označovaný také jako Hummel. Od roku 1944 se zde pracovalo na experimentálním nadzvukovém letounu DFS 346 s raketovým motorem.
Ve stejné době se v továrně nacházeli vězni z Polska, Československa, SSSR, Francie, Holandska a dalších zemí z koncentračního tábora Halle, kteří zde pracovali v rámci nucených prací. Ve dnech 7. července, 16. srpna 1944 a 30. března 1945 se továrna stala terčem leteckých úderů USAAF.
Halle bylo nejprve okupováno americkými silami, ale od července 1945 spadalo do sovětské okupační zóny a na vývoji DSF 346 se nadále pokračovalo.
V říjnu 1946 byl závod demontován a mnozí zaměstnanci a jejich rodiny byly odvezeni do SSSR do města Dubna asi 120 kilometrů severně od Moskvy jako součást operace Osoaviachim. V tzv. konstrukční kanceláři OKB 2 pokračoval vývoj pod vedením inženýra Heinze (Heinricha) Rössinga. Na podzim roku 1950 se první lidé ze Siebelu vrátili do Německa. 
V roce 1948 byla společnost v západním Německu obnovena jako Siebel Flugzeugwerke ATG (SIAT) se sídlem v Mnichově. V roce 1956 bylo sídlo přesunuto do města Donauwörth, od roku 1958 začala spolupráce s firmou Waggon- und Maschinenbau GmbH Donauwörth (WMD) a název se změnil na WMD-Siebelwerke ATG (WMD/SIAT). V roce 1968 byla společnost absorbována společností Messerschmitt-Bölkow-Blohm poté, co se MBB stal hlavním akcionářem.